# 王颖 (作曲家)
王颖（Ying Wang，1976年9月10日—），德国作曲家。

## 生平
王颖生于上海，毕业于上海音乐学院和科隆音乐学院（碩士以及博士），上海音乐学院特聘教师。
2012年，王颖获第五届布兰登堡双年作曲比赛奖。她還得過第35届入野义郎作曲比赛室内乐作品奖，海德堡女艺术家奖。

## 家庭
她的父亲是作曲家王西麟，母亲是一位舞蹈家。 